# Maurolicus breviculus
Maurolicus breviculus är en fiskart som beskrevs av Nikolai V. Parin och Kobyliansky, 1993. Maurolicus breviculus ingår i släktet Maurolicus och familjen pärlemorfiskar. IUCN kategoriserar arten globalt som livskraftig. Inga underarter finns listade i Catalogue of Life.